# Radoald

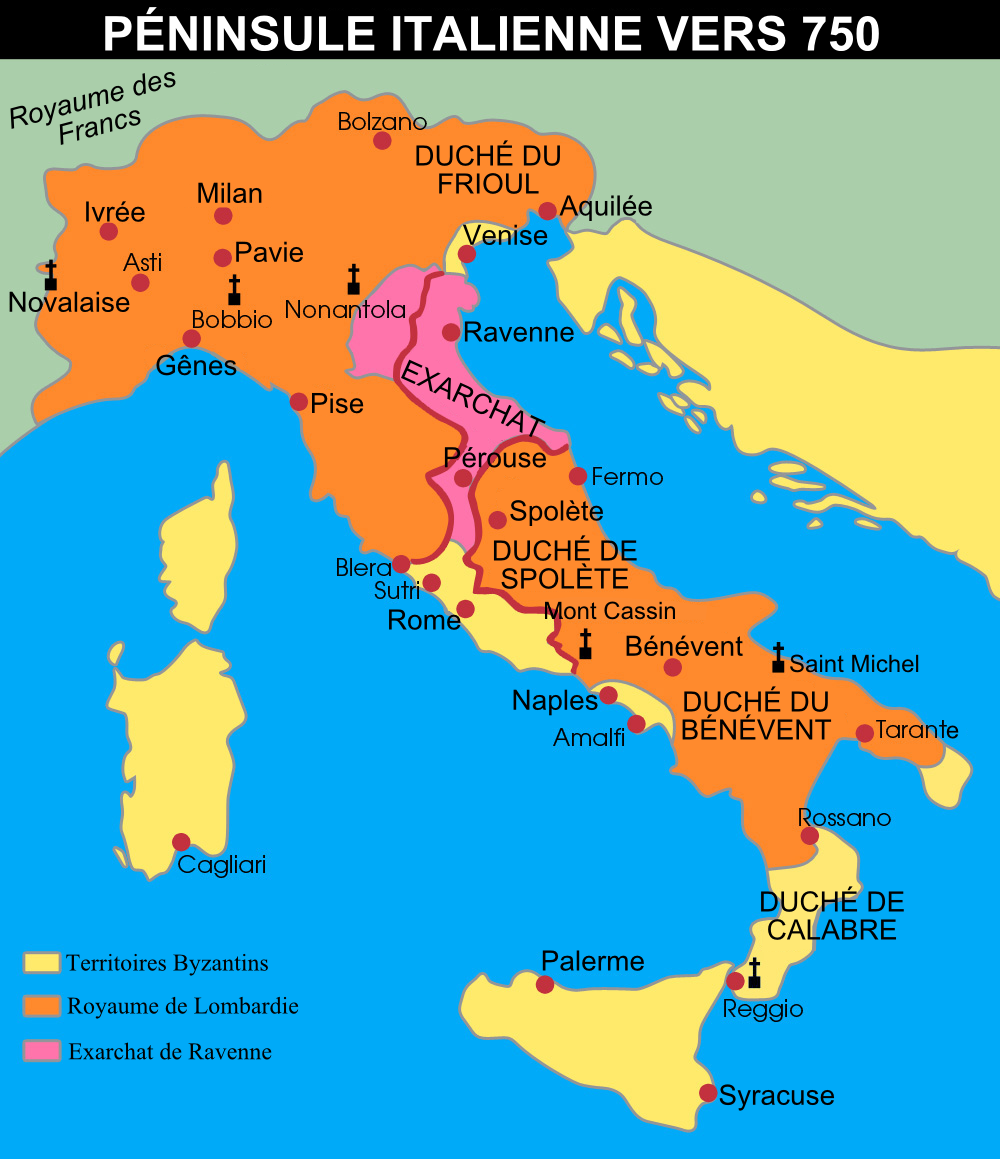
Longobardische Rijk

Radoald (7de eeuw) was hertog van Benevento van 646 tot 651, hij was de zoon van Gisulf II van Friuli en de broer van Grimoald I. Hertog Arechis I van Benevento was zijn oom.
Radoald en Grimoald waren nog kinderen toen in 611 de Avaren het hertogdom Friuli binnenvielen en hun vader doodde. Beide vluchtten naar hun oom hertog Arechis I van Benevento. Arechis werd opgevolgd door zijn zoon Aiulf I. Aiulf I kwam om in 646 in een strijd tegen de Slaven. Als oudste neef werd Radoald hertog van Benevento, hij werd opgevolgd door zijn broer Grimoald.